# Coisetan
Le Coisetan est un cours d'eau situé en France dans les départements de la Savoie et de l'Isère, en région Auvergne-Rhône-Alpes.
D'une longueur de 6 kilomètres, la rivière arrose l'ouest de la combe de Savoie, entre le lac de Sainte-Hélène et Pontcharra.

## Toponymie
D'après le Dictionnaire étymologique des Noms de lieu de la Savoie du chanoine Gros, le Coisetan est mentionné sous les dénominations Coyseta au XIIIe siècle et Coisetanum au XIVe siècle.

## Situation
Le Coisetan est un cours d'eau situé au sud-ouest de la combe de Savoie au nord du massif alpin de Belledonne, dans les départements français de la Savoie et de l'Isère.
Il prend sa source sur le territoire de la commune de Sainte-Hélène-du-Lac en tant qu'exutoire du lac de Sainte-Hélène. D'une longueur d'environ 6 kilomètres, il suit un cours relativement d'orientation nord-est—sud-ouest.
Le Coisetan arrose les communes de Sainte-Hélène-du-Lac et Les Mollettes (dont il matérialise les limites administratives) puis Laissaud dans le département de la Savoie, et Pontcharra dans le département de l'Isère. Sa confluence a lieu dans le torrent du Bréda, à quelques mètres de sa confluence dans l'Isère.
Du fait de sa courte longueur, le cours d'eau ne compte aucun affluent et sa pente hydraulique est très faible avec une déclivité moyenne de 1 m/km.
Le Coisetan constitue le prolongement du Coisin, qui s'écoule sur 12 km en amont du lac de Sainte-Hélène, bien que le SANDRE l'identifie en tant que cours d'eau unique de 18 km.